# Stade Hiiu
Le stade Hiiu (en estonien : Hiiu staadion) est un stade multifonction situé à Tallinn en Estonie. Le propriétaire du stade et des bâtiments le jouxtant est l'arrondissement de Nõmme tandis qu'il est administré par le Centre sportif de Nõmme (Nõmme spordikeskus).
Il est principalement utilisé pour des matchs de football, servant de stade au JK Nõmme Kalju (l'équipe utilise aussi le stade de Kadriorg).

## Histoire
Le stade a été complètement rénové en 2002 pour un coût environnant les 8 millions de couronnes estoniennes. En 2006, l'ancienne pelouse artificielle a été remplacée par une nouvelle de 3e génération et une tribune de 300 places assises a été construite.
L'affluence maximale du stade est réalisée le 10 septembre 2011 lors du match opposant le JK Nõmme Kalju au FC Flora Tallinn, où 2 730 spectateurs ont assisté à la rencontre.